# Eleccions presidencials de l'Equador
Eleccions a Equador dona informació de les eleccions i resultats electorals a Equador. Equador escull a nivell nacional un cap d'estat - el president - i una legislatura.
El president és elegit per cinc anys per vot popular. L'Assemblea Nacional de l'Equador té 124 membres, elegits per a quatre anys, 15 d'ells elegits pel sistema mixt de representació proporcional i 109 membres elegits per les minories ètniques pel Mètode Hont.
Equador té un sistema multipartidista, amb nombrosos partits dels quals generalment cap d'ells pot governar en solitari, raó per la qual gairebé sempre es governa en coalició.

## Llista d'eleccions generals
- Eleccions presidencials de l'Equador de 2006